# فرودگاه دبولت
فرودگاه دبولت (به انگلیسی: DeBolt Aerodrome) یک فرودگاه همگانی است که یک باند فرود چمن دارد و طول باند آن ۸۹۹ متر است. این فرودگاه در کشور کانادا قرار دارد و در ارتفاع ۶۴۶ متری از سطح دریا واقع شده‌است.